# Porta Alchemica

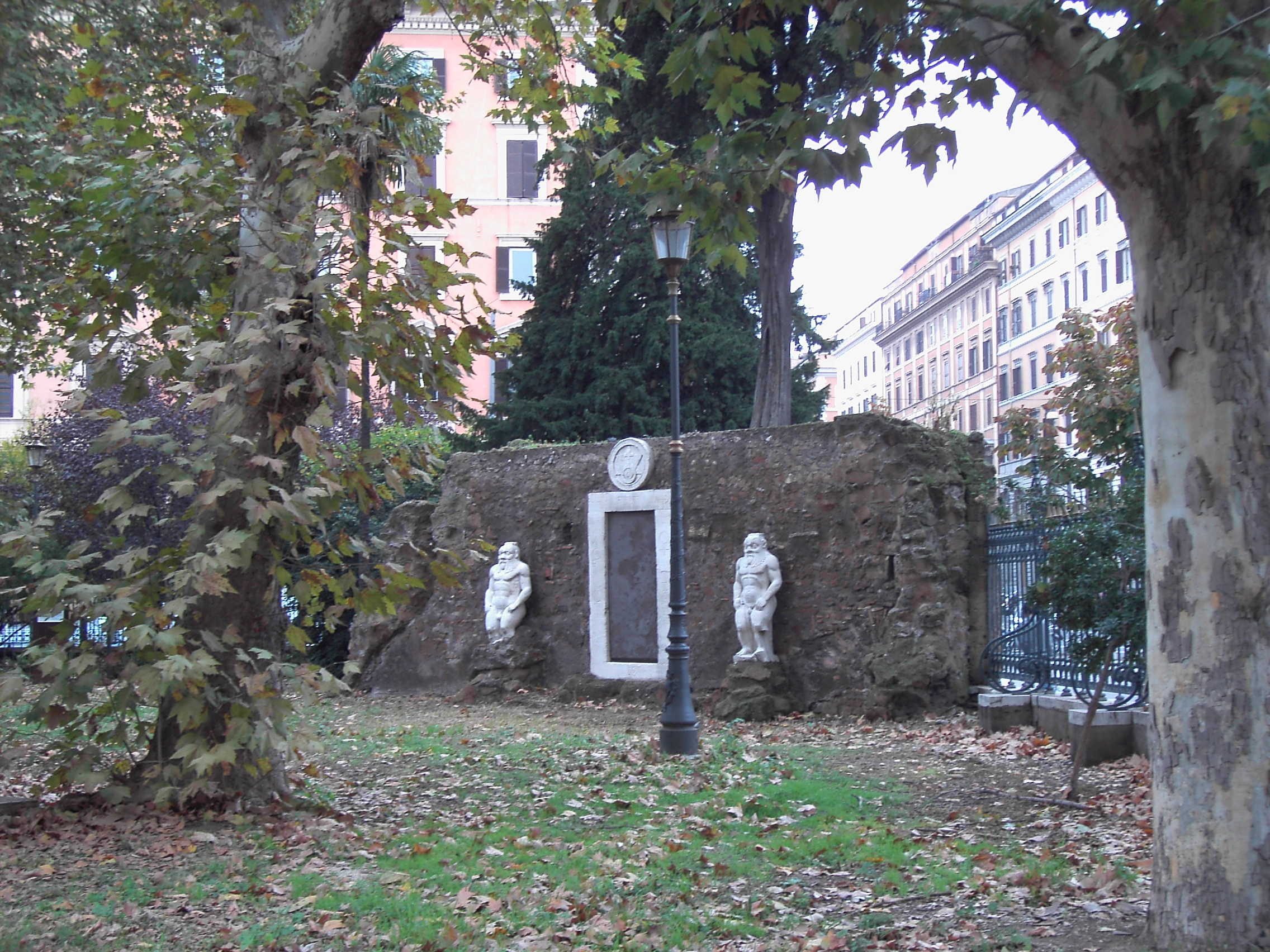
La "Porta Alchemica" o "Porta Magica" nei giardini di Piazza Vittorio

La Porta Alchemica, detta anche Porta Magica o Porta Ermetica o Porta dei Cieli, è un monumento edificato tra il 1655 e il 1681 da Massimiliano Savelli Palombara marchese di Pietraforte (1614-1685) nella sua residenza, villa Palombara, sita nella campagna orientale di Roma sul colle Esquilino, più o meno in corrispondenza dell'odierna piazza Vittorio Emanuele II, nei cui giardini oggi è stata collocata.
La Porta Alchemica è l'unica sopravvissuta delle cinque porte di villa Palombara. Sull'arco della porta perduta sul lato opposto vi era un'iscrizione che permette di datarla al 1680; vi erano poi altre quattro iscrizioni perdute sui muri della palazzina all'interno della villa.

## Gli alchimisti di Palazzo Riario

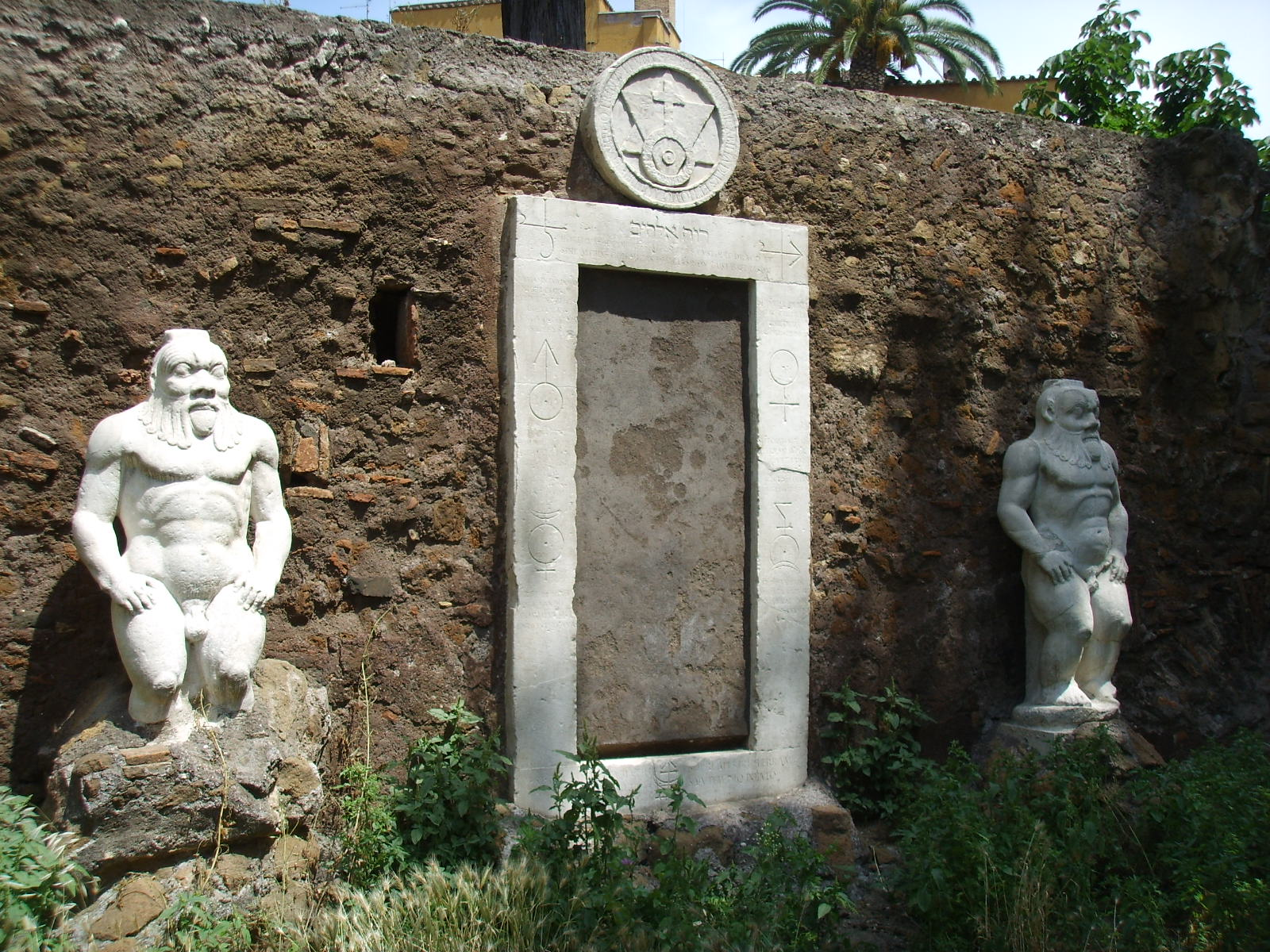
Vista frontale della porta fiancheggiata da due statue del dio egizio Bes

L'interesse del marchese Savelli di Palombara per l'alchimia nacque probabilmente per la sua frequentazione, sin dal 1656, della corte romana della regina Cristina di Svezia a Palazzo Riario (oggi Palazzo Corsini) sulle pendici del colle Gianicolo, oggi sede dell'Accademia Nazionale dei Lincei. Dopo che la regina si convertì al cattolicesimo, abdicò al trono di Svezia e passò gran parte del resto della sua vita a Roma, dal 1655 fino alla sua morte avvenuta nel 1689.
Cristina di Svezia era un'appassionata cultrice di alchimia e di scienza (fu istruita da Cartesio) e possedeva un avanzato laboratorio gestito dall'alchimista Pietro Antonio Bandiera. In Palazzo Riario nacque un'accademia a cui si collegano i nomi di personaggi illustri del Seicento come il medico esoterista Giuseppe Francesco Borri, di nobile famiglia milanese, l'astronomo Giovanni Cassini, l'alchimista Francesco Maria Santinelli, l'erudito Athanasius Kircher. Il marchese Palombara dedicò a Cristina di Svezia il suo poema rosicruciano La Bugia redatto nel 1656, e secondo una leggenda la stessa Porta Alchemica sarebbe stata edificata nel 1680 come celebrazione di una riuscita trasmutazione avvenuta nel laboratorio di Palazzo Riario.

## La leggenda

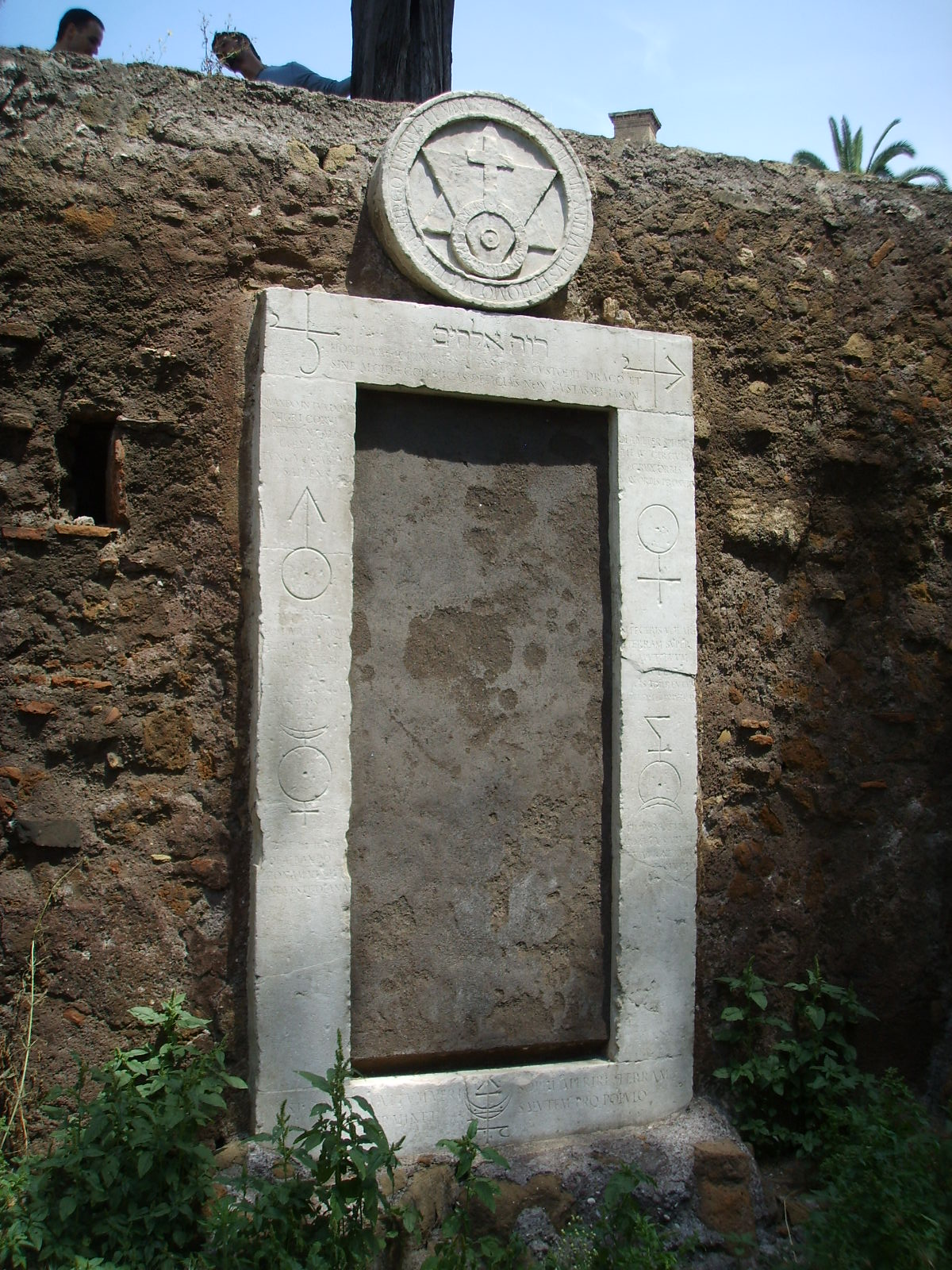
La Porta Magica

Secondo la leggenda, trasmessaci nel 1802 dall'erudito Francesco Girolamo Cancellieri, un pellegrino chiamato stibeum (dal nome latino dell'antimonio) fu ospitato nella villa per una notte. Costui, identificabile con l'alchimista Francesco Giuseppe Borri, trascorse quella notte nei giardini della villa alla ricerca di una misteriosa erba capace di produrre l'oro. Il mattino seguente fu visto scomparire per sempre attraverso la porta, ma lasciò dietro di sé alcune pagliuzze d'oro, frutto di una riuscita trasmutazione alchemica, e una misteriosa carta piena di enigmi e simboli magici che doveva contenere il segreto della pietra filosofale.
Il marchese cercò inutilmente di decifrare il contenuto del manoscritto con tutti i suoi simboli ed enigmi, finché decise di renderlo pubblico facendolo incidere sulle cinque porte di villa Palombara e sui muri della magione, nella speranza che un giorno qualcuno sarebbe riuscito a comprenderli. Forse l'enigmatica carta potrebbe riferirsi, per concordanze storiche e geografiche, attraverso il passaggio di mano fra alcuni appartenenti al circolo alchemico di villa Palombara, al misterioso manoscritto Voynich, che faceva parte della collezione di testi alchemici appartenuti al re Rodolfo II di Boemia e donati da Cristina di Svezia al suo libraio Isaac Vossius, finiti nelle mani dell'erudito Athanasius Kircher, uno degli insegnanti del Borri nella scuola gesuitica.

## La storia
Giuseppe Francesco Borri fu accusato dalla Santa Inquisizione di eresia e veneficio nel 1659. Datosi alla fuga, dopo una vita avventurosa passata in varie città d'Europa dove esercitò la professione medica, fu arrestato e restò recluso a Roma nelle carceri di Castel Sant'Angelo tra il 1671 e il 1677. Quando gli fu concesso il regime della semilibertà dal 1678, riprese a frequentare il suo vecchio amico Massimiliano Palombara (1614-1685) che lo ospitò nella sua villa negli anni successivi fino alla sua morte avvenuta nel 1685. Tra gli anni 1678 e 1680 Borri e Palombara fecero le iscrizioni enigmatiche, e di certo si sa che almeno una scritta della villa (quella sopra l'arco della porta in via Merulana) risale al 1680.
Borri fu di nuovo recluso a Castel Sant'Angelo dal 1691 dove sarebbe morto nel 1695; eppure a soli tre anni dopo risalirebbe la nascita presunta di uno dei più misteriosi personaggi del Settecento: il Conte di San Germano, un leggendario alchimista che avrebbe trovato il segreto dell'elisir di lunga vita, e la cui esistenza si sovrappone in parte con quello del mago Cagliostro che a sua volta dichiarava di essere vissuto due secoli. Il confronto tra i ritratti di Francesco Giuseppe Borri e del Conte di San Germano, pur separati da almeno un secolo, mostrano, secondo alcuni, lineamenti compatibili con quelli della stessa persona.

## I simboli

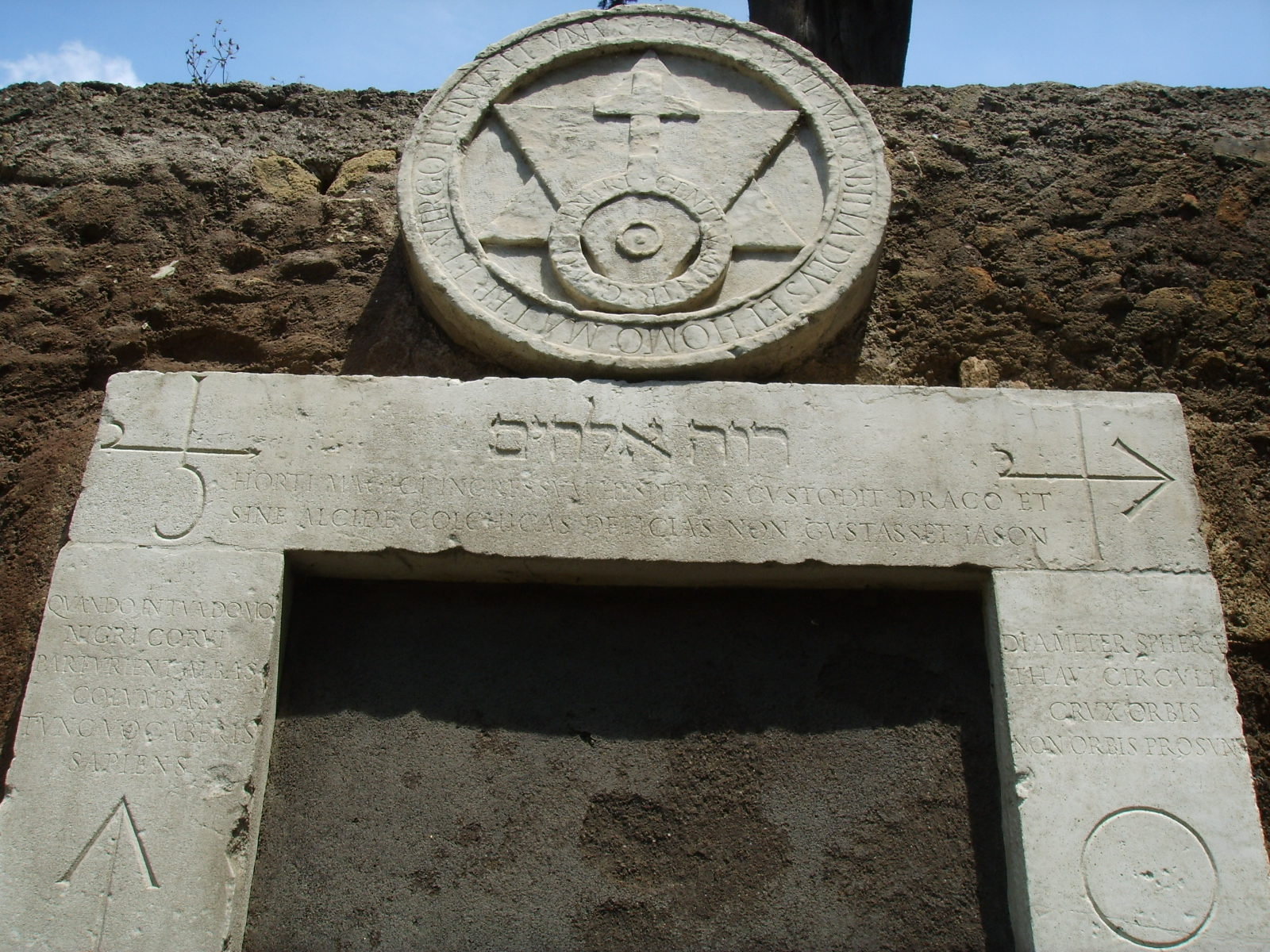
L'architrave

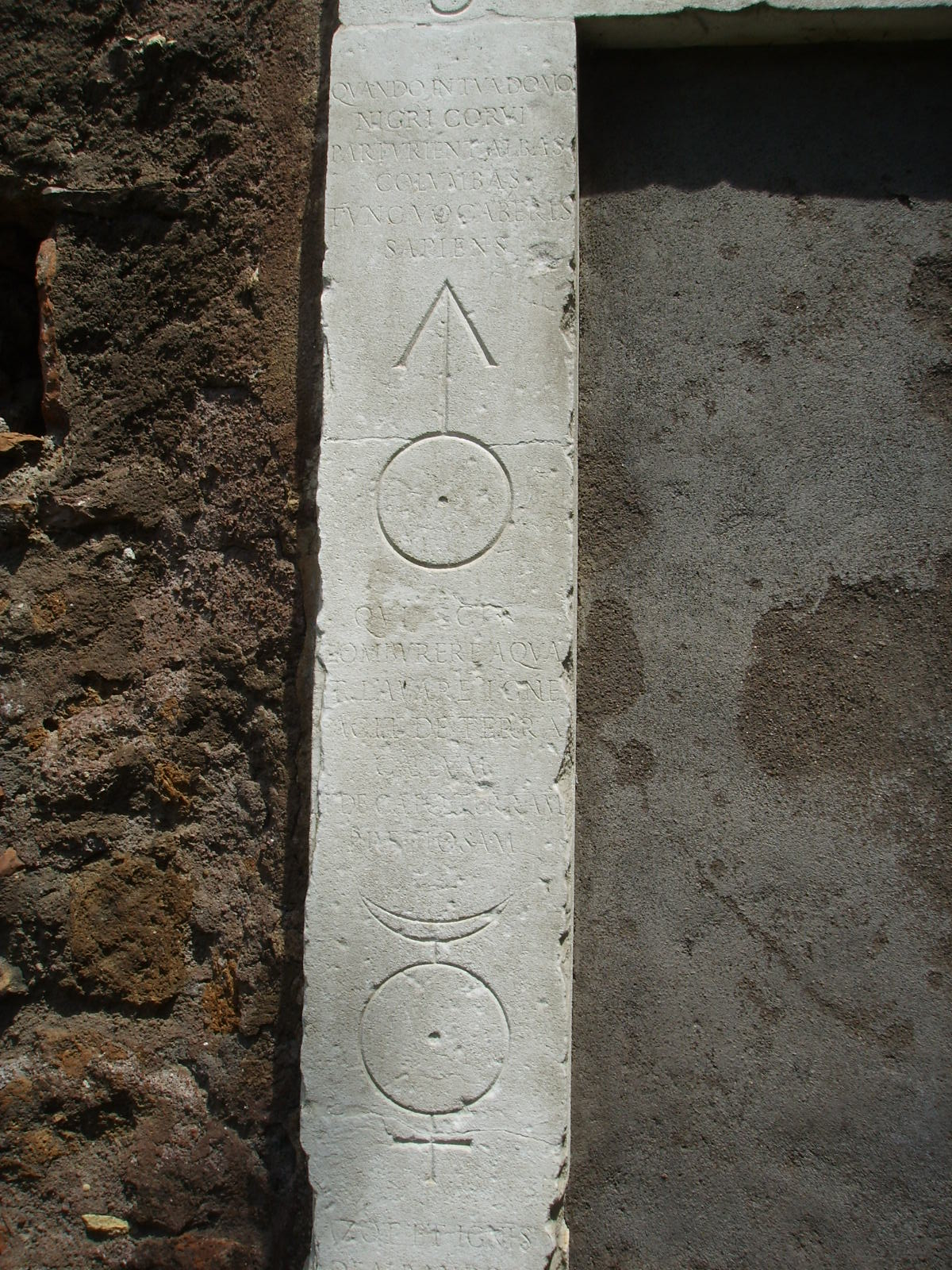
Il lato sinistro

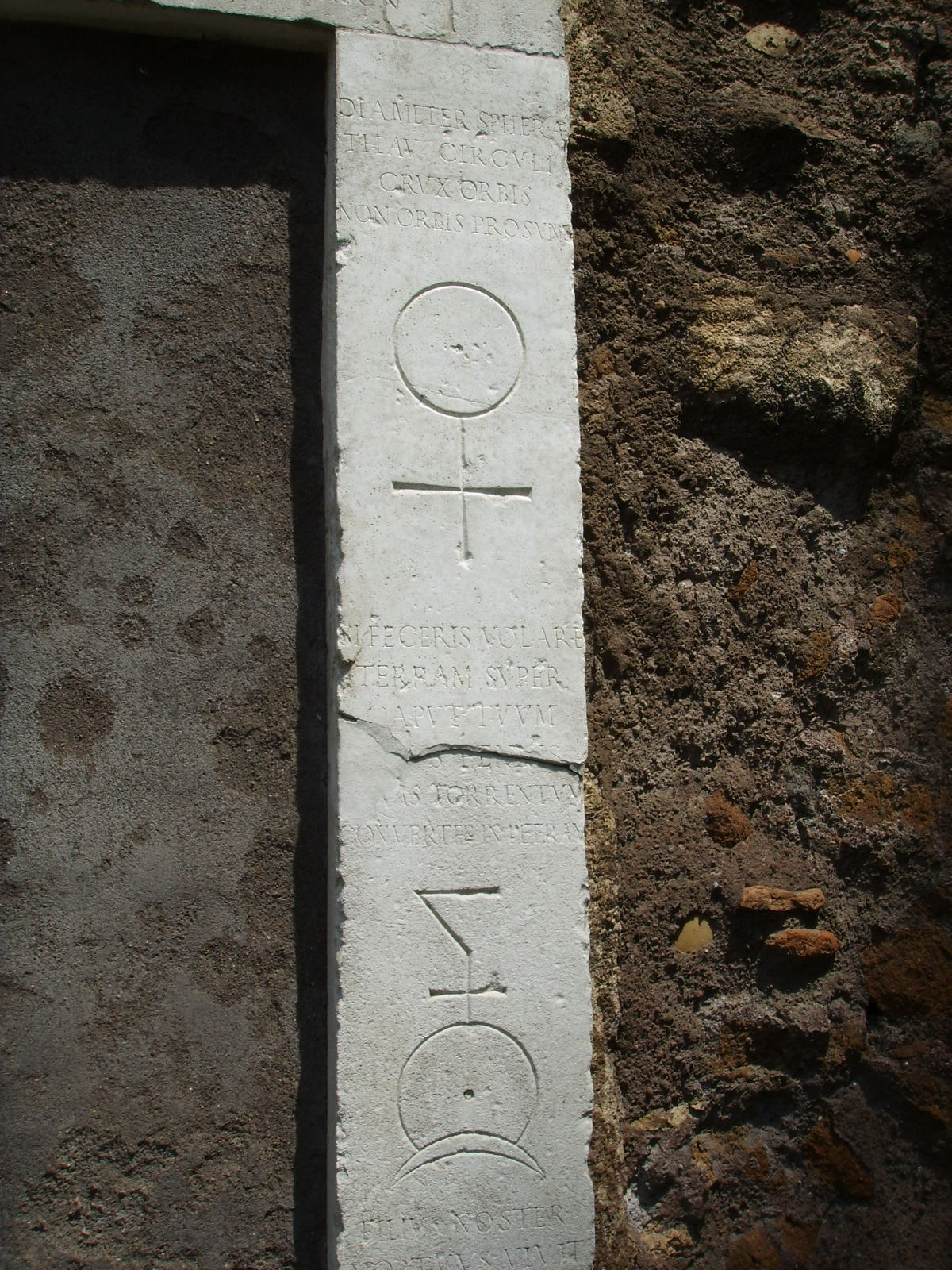
Il lato destro, che in alto reca la scritta «Diameter Spherae Thau Circuli Crux orbis non orbis prosunt»

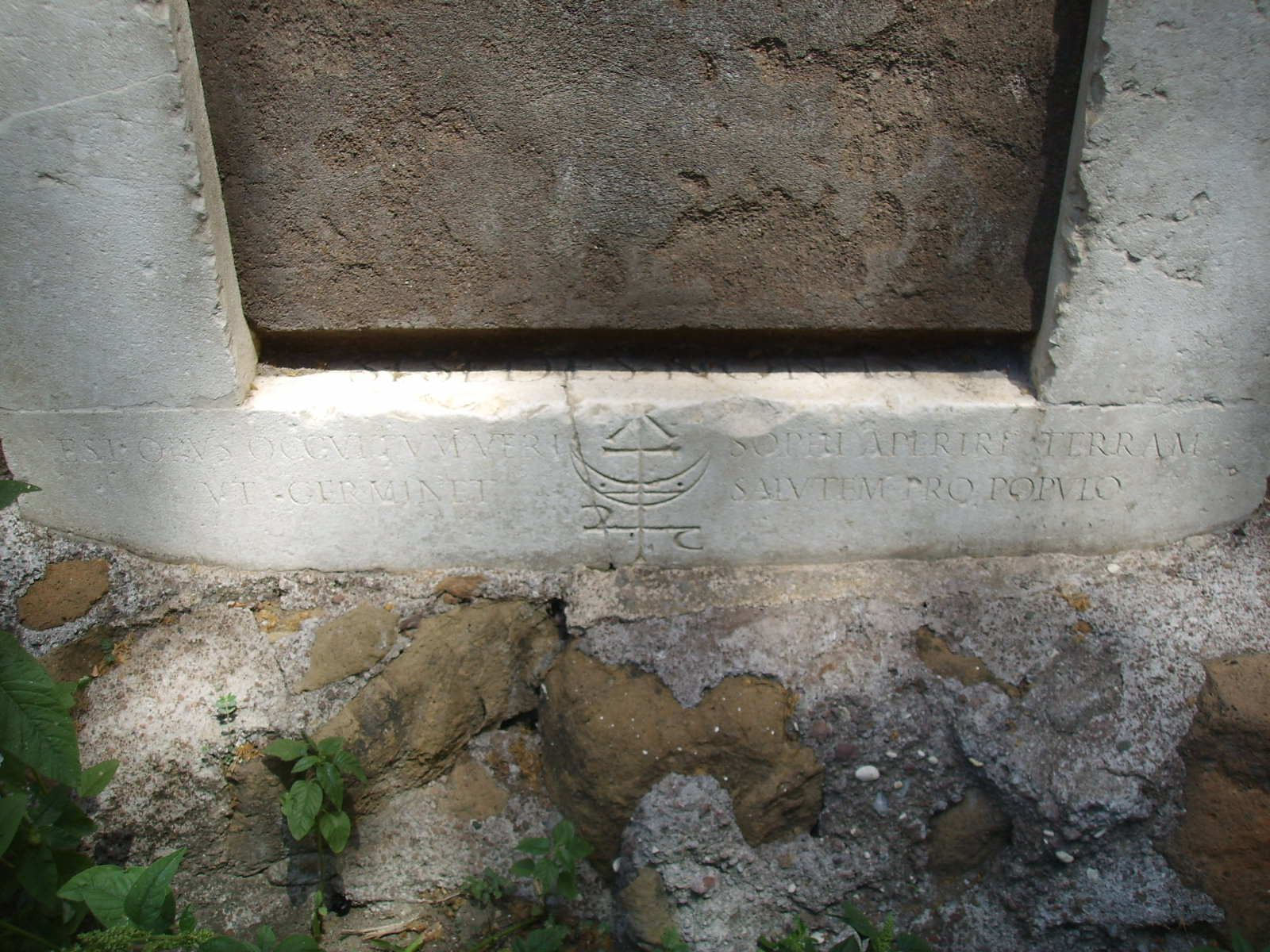
Il basamento

I simboli incisi sulla Porta Alchemica possono essere rintracciati tra le illustrazioni dei libri di alchimia e filosofia esoterica che circolavano verso la seconda metà del Seicento, e che presumibilmente erano in possesso del marchese Palombara.
In particolare il fregio sul frontone della Porta Alchemica, con i due triangoli sovrapposti e le iscrizioni in latino, rappresenta un simbolo dei Rosacroce riportato in molti testi del Seicento e compare forse per la prima volta quasi esattamente uguale sul frontespizio del libro allegorico/alchemico Aureum Seculum Redivivum di Henricus Madatanus (pseudonimo di Adrian von Mynsicht, 1603-1638).
Lo stesso simbolo è stato ripreso in altri testi del Seicento, per esempio nel Viatorum (Oppenheim, 1618) di Michael Maier.
Si tratta del sigillo di Davide circoscritto da un cerchio con iscrizioni in latino, con la punta superiore occupata da una croce collegata ad un cerchio interno e la punta inferiore dell'esagramma occupata da un oculus: il simbolo alchemico del Sole e dell'oro. 
Il triangolo con l'oculus è molto simile ad un analogo simbolo di una piramide con la punta occhiuta, che compare sulle banconote statunitensi da un dollaro, fra l'altro accompagnato da una scritta in latino Novus Ordo Seclorum che richiama la scritta sul frontone Aureum Seculum Redivivum. La specifica piramide usata nel simbolo americano è tratta dalla Pyramidographia, un volume pubblicato nel 1646 a Londra da John Greaves (1602-1652) dopo un viaggio in Egitto, e pertanto è ipotizzabile un'ispirazione comune dall'immagine in questo testo sia del frontespizio del libro Aureum Seculum Redivivum, come anche del simbolo che compare sulla banconota statunitense. Tale simbologia fu adottata dagli Illuminati di Baviera, che nacquero circa cento anni dopo la pubblicazione del testo esoterico in Germania del 1677. Sia gli Illuminati sia la simbologia della banconota da un dollaro alimentano tutta una corrente di ipotesi sulla teoria del complotto.
I simboli alchemici lungo gli stipiti della porta seguono, con qualche lieve difformità, la sequenza dei pianeti associati ai corrispondenti metalli: Saturno-piombo, Giove-stagno, Marte-ferro, Venere-rame, Luna-argento, Mercurio-mercurio. Tale sequenza viene forse ripresa dal testo Commentatio de Pharmaco Catholico pubblicati nel Chymica Vannus del 1666. Ad ogni pianeta viene associato un motto ermetico, seguendo il percorso dal basso in alto a destra, per scendere dall'alto in basso a sinistra, secondo la direzione indicata dal motto in ebraico Ruach Elohim. La porta si deve quindi leggere come il monumento che segna il passaggio storico del rovesciamento dei simboli del cristianesimo essoterico verso il nuovo modello spirituale che si stava sviluppando nel Seicento.
Negli anni 80 lo stipite destro (per chi guarda) fu vandalicamente danneggiato con l'asportazione del simbolo cabalistico di Venere. Successivamente un restauro lo ripristinò.

## Le epigrafi

### Epigrafi scomparse della villa
SVLCI SATI DANT PRO SITI SCYPHOS VINI. [2] INTROVENI, VIR NON VANVS. EXTRA VENVS. VOBIS, FURES, CLANDO FORES.

### Epigrafi sul rosone

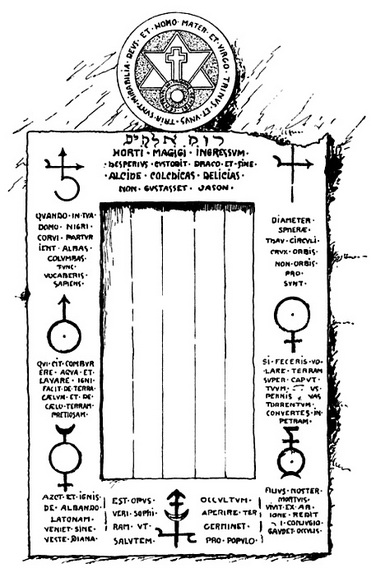
Le iscrizioni sulla Porta, in un'incisione del 1894

### Epigrafi sull'architrave
רוח אלהים

### Epigrafi sulla soglia
«SI SEDES NON IS»
Il motto è bifronte, ossia può essere letto da sinistra a destra in due modi diversi: «Se siedi non vai» e viceversa «Se non siedi vai».

## La posizione originaria

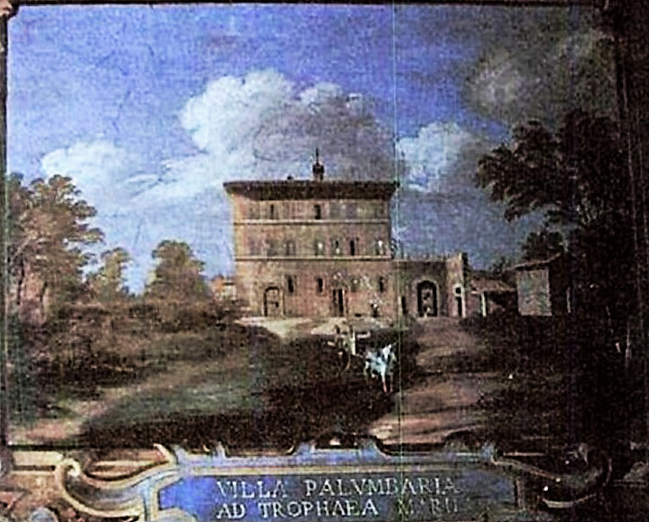
La villa Palombara, oggi distrutta, in un affresco del XIX secolo: sulla destra la Porta Magica, di fianco all'edificio

Oggi si può ammirare la Porta Alchemica nell'angolo settentrionale dei giardini all'interno di piazza Vittorio Emanuele II. La sua posizione originaria si trovava a circa cinquanta metri verso l'incrocio di via Carlo Alberto con via di San Vito, lungo un muro perimetrale che fronteggiava la Strada Felice, con villa Palombara situata tra le antiche Strada Felice e Strada Gregoriana (l'attuale via Merulana). La Strada Felice era un rettilineo fatto costruire da papa Sisto V nel 1588, partiva da Trinità dei Monti passava per Santa Maria Maggiore e proseguiva fino a piazza Santa Croce in Gerusalemme.
Nel 1873 la Porta Magica fu smontata e ricostruita nel 1888 all'interno dei giardini di Piazza Vittorio, su un vecchio muro perimetrale della chiesa di Sant'Eusebio, e accanto furono aggiunte due statue del dio Bes, che si trovavano in origine nei giardini del Palazzo del Quirinale.
Una riproduzione moderna del monumento si trova nel comune di Soveria Mannelli (CZ), presso il giardino della biblioteca “Michele Caligiuri”; nel 2019 è stato oggetto di una conferenza da parte professore dell’Università di Udine Mino Gabriele.

## Nella cultura di massa
Nel film L'anno mille diretto da Diego Febbraro, il monumento funge da portale tra il Medioevo e la Roma contemporanea.
Nei primi livelli del videogame Tomb Raider: Chronicles - La leggenda di Lara Croft, la protagonista Lara Croft visita Roma alla ricerca della pietra filosofale; per trovarla deve cercare di aprire la Porta Magica.
Nel film Sono tornato, Mussolini viene fatto comparire come caduto dall'alto, attraverso una nuvola di fumo, davanti a questa porta.